# Benjamín Ubierna
Pour les articles homonymes, voir Ubierna.
Benjamín Ubierna Barandiarán, né à Buenos Aires le 22 novembre 1991, est un footballeur péruvien d'origine argentine, jouant au poste de milieu défensif.

## Biographie

### Carrière en club
Benjamín Ubierna est formé à l'Universidad San Martín et y fait ses débuts en 2010 sous les ordres d'Aníbal Ruiz. Il est d'ailleurs sacré champion du Pérou en fin d'année. Après quatre années passées au sein de ce club, il signe au Juan Aurich en 2015. Il joue six matchs de la Copa Libertadores 2015 avec son nouveau club, ce qui constitue sa deuxième expérience dans ce tournoi international (un match joué en 2011 avec l'Universidad San Martín).
En 2016, il s'expatrie au Portugal afin de jouer au Moreirense FC, mais retourne rapidement au Pérou où il poursuit sa carrière. Il joue pour bon nombre de clubs péruviens (UTC, Carlos A. Mannucci, Cienciano del Cusco, Deportivo Municipal, Deportivo Garcilaso) entre 2017 et 2021.
En 2023, on le retrouve à l'Unión Huaral, en 2e division péruvienne, après un passage par le Barranco City, club amateur de Copa Perú (D3 péruvienne).

### Carrière en équipe nationale
International péruvien, Ubierna ne compte que trois matchs en sélection, tous les trois amicaux et joués en 2014.

## Palmarès
Universidad San Martín
- Championnat du Pérou (1) :
  - Champion : 2010.